# Grästjärnen (Älvsby socken, Norrbotten)
Grästjärnen är en sjö i Älvsbyns kommun i Norrbotten och ingår i Alterälvens huvudavrinningsområde.